# Ибис (поэма)
«И́бис» (лат. Ibis) — поэма-инвектива древнеримского поэта Публия Овидия Назона, написанная им в понтийской ссылке в начале I века нашей эры. По выражению М. Гаспарова, «поэма пользуется славой самого тёмного произведения всей древнеримской поэзии».

## Сюжет
В жизни моей доселе я счёл дважды пять пятилетий —
А безоружна была добрая Муза моя.
Многие тысячи букв перо моё вывело в строки,
Но ни в единой из них не окровавился цвет.
Кроме создателя их, никому от них не было худа —
Я лишь, «Науки» певец, вместе с «Наукой» погиб.
Но отыскался такой человек, которому ныне
Хочется дерзко отнять славу моей доброты.
Кто бы он ни был — а я не хочу называть его имя, —
Сам он влагает копьё мне в неискусную длань.
В дальнем краю, откуда мороз аквилонами дышит,
Не позволяет он мне в ссылке таиться моей.
…
Поэма построена как проклятие, которое произносит жрец у алтаря. Настоящее имя того, кому адресовано проклятие не сообщается; он выводится под псевдонимом Ибис. Ибис — одна из наиболее почитаемых в Древнем Египте птиц, в Древнем Риме ей приписывали самые неопрятные повадки (Овидий упоминает об этом в стихе 450). По ходу поэмы Овидий неоднократно перебивает себя отступлениями.
Порядок изложения:
- ст. 1—62 — вступление;
- ст. 63—96 — взывание к богам;
- ст. 97—126 — приступ;
- ст. 127—208 — проклятие на смерть врага;
- ст. 209—245 — проклятие на жизнь врага;
- ст. 247—638 — перечень казней, которые поэт желает врагу (основная часть поэмы);
- ст. 639—644 — заключение.

## История создания
Поэма была написана Овидием во время понтийской ссылки. Точное время написания неизвестно, но установлено, что она написана между 9 и 14 годом нашей эры. На это указывает первый стих поэмы, где говорится, что поэту уже исполнилось 50 лет («В жизни моей доселе я счёл дважды пять пятилетий…») и стихи 23—26, где упоминается ещё живой император Октавиан Август («Боги меня да хранят, а более всех — величайший, // Тот, кто дороги мои от нищеты бережёт, // И благодарность ему за кротость высокого сердца // Я не устану вовек, сколько есть силы, гласить»).

## Адресат проклятия
До сих пор нет единого мнения, кому именно адресовано проклятие жреца. Существует несколько гипотез, в которых адресатом называются:
- плебей из рода Каниниев[англ.];
- историк Тит Лабиен[англ.];
- поэт и бывший друг Овидия Авл Сабин;
- император Октавиан Август.

Также существуют гипотезы, что проклятие адресовано сразу нескольким людям:185, вообще никому не адресовано или Овидий адресовал его самому себе..

## Художественные особенности и значение
Поэма написана элегическими двустишиями. За основу Овидий взял одноимённую утраченную поэму александрийского поэта Каллимаха.
М. Гаспаров предположил, что «Ибис» является автопародией Овидия на самого себя. Причём поэма является пародией не только на позднее творчество поэта, но и на всё творчество в целом и на свою судьбу. Пародирует себя Овидий как минимум на трёх уровнях:
- Уровень орнаментальной мифологии (самый поверхностный). Подобно другим своим произведениям, «Ибис» украшен частыми мифологическими сравнениями, наподобие «чтоб тебе погибнуть так, как погиб такой-то…» В «Ибисе» Овидий настолько часто и изощрённо завуалированно их употребляет, что доходит до некой предельной крайности.
- Уровень структурных мотивов. План Ибиса — это вывернутый наизнанку план дружеских «Писем с Понта». Если в «Письмах» стоит похвала адресату, здесь — поношение; клятва в верности — клятва в ненависти; рассказ о своём злополучии — о злополучии Ибиса; просьбы — угрозы; пожелания добра — проклятия и т. д. Подчёркивая все эти ассоциации, Овидий как и «Скорбных элегиях» сообщает, что не хочет называть имя адресата.
- Уровень идейных мотивов (самый глубокий). Пародийные мотивы в «Ибисе» не только гиперболизированы и доведены до крайности, но ещё и ничем не мотивированы. Не сообщается ни имени адресата, ни его проступка. Проступок, за который Овидия сослали в Томы, был всего лишь фикцией и поводом для репрессивных императорских игр, аналогичных играм с мифологическими проклятиями. Также как и в «Скорбных элегиях» и «Письмах с Понта» основным мотивом «Ибиса» является мотив вины. Но Овидий не называет ни вины, ни имени потому, что сам не знает, в чём его вина.

Гаспаров также отмечает, что «Ибис» Овидия является идейным продолжением написанных им в ссылке «Скорбных элегий» и «Писем с Понта», подобно тому как сатировская драма продолжает трагическую трилогию — тот же стиль и тот же материал, но трагизма уже нет.

## Переводы на русский язык
В 1796 году в Смоленске был издан фрагмент поэмы, выполненный Фёдором Колоколовым. Первый полный перевод поэмы на русский язык осуществил М. Гаспаров. Этот перевод был впервые опубликован в 1978 году издательством «Наука» в серии «Литературные памятники».

## Издания текста
- Ибис / Пер. М. Л. Гаспарова // Публий Овидий Назон. Скорбные элегии. Письма с Понта / Изд. подг. М. Л. Гаспаров, С. А. Ошеров; отв. ред. Ф. А. Петровский. — М. : Наука, 1978. — С. 163—177. — 272 с. — (Литературные памятники). — 50 000 экз.

### Комментарии
1. ↑  Представлен фрагмент текста перевода с целью ознакомления и для узнаваемости произведения. Текст защищён законами об авторском праве и не может быть опубликован целиком.